# Hiperaktivitás
A hiperaktivitás szó jelentése "túlműködés", "felülműködés" (görög: hyper, azaz: "túl" ; latin: actio, azaz: "cselekvés"). Több tudomány is használja a kifejezést valaminek a normálistól eltérő, túlzott aktivitására. Ellentéte a hipoaktivitás.